# Longodromitidae
Longodromitidae is een uitgestorven familie van de superfamilie Glaessneropsoidea uit de infraorde krabben en omvat de volgende geslachten: 
- Abyssophthalmus  †  Schweitzer & Feldmann, 2009
- Coelopus  †  Étallon, 1861
- Longodromites  †  Patrulius, 1959
- Planoprosopon  †  Schweitzer, Feldmann & Lazǎr, 2007